# Championnat de Grèce de football de troisième division
La Gámma Ethnikí (anciennement Football League et Football League 2, « Nationale 3 », sous-entendu « division ») est le troisième et dernier niveau du football professionnel grec.

## Histoire
La Gámma Ethnikí a été créée en 1965, alors comme championnat amateur puis a été refondue en 1983 en même temps que la Bêta Ethnikí (2e division), afin de mettre en place la nouvelle structure pyramidale du football professionnel en Grèce. Contrairement aux deux divisions supérieures, une notion géographique existe puisque deux groupes composent la Gámma Ethnikí, Nord et Sud.
Le 3 août 2010, la division a été renommée Football League 2, en même temps que la division supérieure.

## Système
La troisième division a connu divers formats, de 1965 à 1982 elle est composée de huit groupes.
De 1982 à 2013, deux groupes de 18 clubs composent le championnat à part quelques années où il n'existe qu'un seul groupe. Au sein de chaque groupe, ces clubs jouent chacun deux fois l'un contre l'autre, à domicile et à l'extérieur.
En fin de saison, après 34 journées, les clubs promus en Football League sont les vainqueurs de chacun des deux groupes Nord et Sud, le 3e promu est le gagnant du barrage opposant les deuxièmes des groupes.
Il y a 10 clubs relégués en Delta Ethniki, l'équivalent du championnat régional, ce sont les cinq derniers de chacun des groupes. Ils sont remplacés par les vainqueurs de chacun des 10 groupes qui composent la Delta Ethniki.
De 2013 à 2022, le championnat évolue constamment en passant de 6 groupes à quatre, voir huit groupes de 2017 à 2020, dix groupes en 2020-2021.
Depuis 2023, le championnat est composé de quatre groupes de 18 équipes, dont les champions sont promus en deuxième division.

## Champions
| Saison    | Vainqueur |
| --------- | --- |
| 1982-1983 | AO Edessaikos |
| 1983-1984 | Aiolikos, Almopos Aridea |
| 1984-1985 | Panetolikós, Kilkisiakos |
| 1985-1986 | Charavghiakos, Skoda Xanthi |
| 1986-1987 | Chalkidas FC, AO Edessaikos |
| 1987-1988 | Atromitos FC, Makedonikos FC |
| 1988-1989 | AO Edessaikos |
| 1989-1990 | AO Proodeftiki, Anagennisi Giannitsa |
| 1990-1991 | Doxa Vyronas, FAS Naoussa |
| 1991-1992 | Panetolikós, Pontioi Veria |
| 1992-1993 | GS Kallithéa, Anagennisi Karditsa |
| 1993-1994 | Paniliakos FC, Panserraikos FC |
| 1994-1995 | Doxa Vyronas, PAE Kastoria |
| 1995-1996 | Panetolikós, Niki Volos FC |
| 1996-1997 | Ethnikos Asteras, Anagennisi Karditsa |
| 1997-1998 | Ialysos, PAS Giannina |
| 1998-1999 | AO Aigáleo, Ethnikos Olympiakos Volos |
| 1999-2000 | Akratitos Liosion |
| 2000-2001 | Panachaïkí |
| 2001-2002 | AO Kerkyra |
| 2002-2003 | Poseidon Neoi Poroi |
| 2003-2004 | PAE Kastoria |
| 2004-2005 | Thrasývoulos Fylís, PAE Veria |
| 2005-2006 | PAE Asteras Tripolis, Agrotikos Asteras |
| 2006-2007 | Agios Dimitrios, Pierikos |
| 2007-2008 | GS Diagoras Rhodes, AO Kavala |
| 2008-2009 | GS Ilioupoli, Dóxa Dráma |
| 2009-2010 | GS Kallithéa, PAE Veria |
| 2010-2011 | AO Panachaiki, Anagennisi Epanomi |
| 2011-2012 | Apollon Smyrnis, Ethnikos Gazoros |
| 2012-2013 | Fostiras FC, Apollon Kalamarias |
| 2013-2014 | Agrotikos Asteras, AEL Larissa, PAS Lamía, AE Ermionida, AO Trachones, AEK Athènes FC                                                                                 |
| 2014-2015 | Panserraikos, AO Trikala, Panelefsiniakos, Kissamikos |
| 2015-2016 | Aris Salonique, Aiginiakos, AE Sparta, OFI Crète |
| 2016-2017 | Apollon Kalamarias, Apollon Larissa, Panachaïkí, Ergoletis |
| 2017-2018 | Apollon Paralimnio, Iraklis Thessalonique, Tilikratis, Volos, Asteras Amaliadas, Ethnikós Le Pirée, Aittitos Spata, Irodotos                                          |
| 2018-2019 | AO Kavala, PAE Veria, Kronos Argyrades, Olympiakos Volos, Ierapetra, Ialysos, Aigáleo FC, Aspropyrgos                                                                 |
| 2019-2020 | Panserraikos, Almopos Aridea, Pierikos, AEP Karagiannia, Kallithéa, AS Rhodes, Asteras Vlachioti, Episkopí                                                            |
| 2020-2021 | Orfeas Xanthi, Poseidon Nea Michaniona, Anagennisi Karditsa, Diagoras Stefanovikeio, Acheron Kanallaki, Paniónios GSS, AE Kifisia, Thyella Rafina, Zakynthos Irodotos |
| 2021-2022 | Agrotikos Asteras, Makedonikos, Iraklis Larissa, Panachaïkí, GS Ilioupoli, AO Proodeftiki, PAO Rouf                                                                   |
| 2022-2023 | Aiolikos Mytilène, Giouchtas, Kampaniakos, Kozani, Tilikratis |
| 2023-2024 | AO Kavala, Ethnikos Neo Keramidi, Panargiakos, Paniónios GSS |